# Pietronki
Pietronki (prononciation : [pjɛˈtrɔnki]) est un  village polonais de la gmina de Chodzież dans le powiat de Chodzież de la voïvodie de Grande-Pologne dans le centre-ouest de la Pologne.
Il se situe à environ 7 kilomètres à l'est de Chodzież (siège de la gmina et du powiat) et à 65 kilomètres au nord de Poznań (capitale de la Grande-Pologne).

## Histoire
De 1975 à 1998, le village faisait partie du territoire de la voïvodie de Piła.

Depuis 1999, Pietronki est situé dans la voïvodie de Grande-Pologne.
Le village possède une population de 149 habitants en 2006.